# Enrico Pasteur
Enrico Eugenio Camillo Pasteur (27. srpen 1882 Janov, Italské království – 28. listopad 1958 Janov, Itálie) byl italský fotbalový útočník, trenér a hráč vodního póla. Také získal titul ligurského šampiona v běhu na 100 metrů.

## Kariéra
Pět let byl hráčem Janova se kterým vyhrál čtyři tituly Italské ligy (1899, 1902, 1903 a 1904). V ročníku 1902 se stal nejlepším střelcem. V dubnu 1903 se také zúčastnil prvního zápasu italského klubu na cizí půdě. Zápas, ve kterém Janov čelil Football Velo-Club de Nice, skončil 3:0 pro Rossoblù a on sám vstřelil jednu branku.
Po fotbalové kariéře se stal mezi lety 1916 až 1919 trenérem Janova.

## Hráčské úspěchy

### Klubové
- 4× vítěz italské ligy (1899, 1902, 1903, 1904)

### Individuální
- 1x nejlepší střelec v lize (1902)